# Mustamakkara

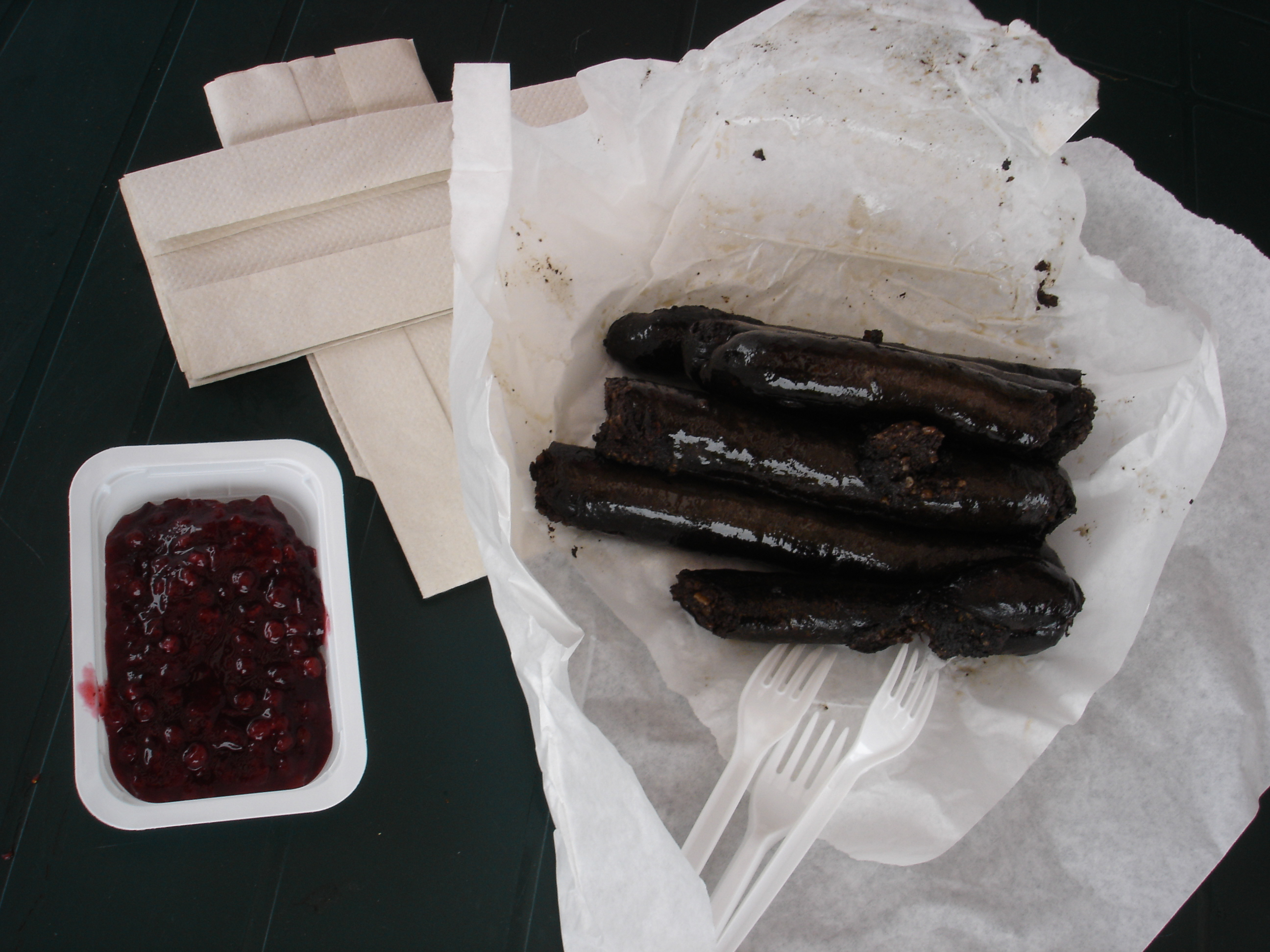
Mustamakkara vörösáfonya lekvárral

A mustamakkara (fekete hurka) a véres hurkák csoportjába tartozik. Leginkább Finnországban, Tamperében népszerű étel, de az egész ország területén meg lehet venni. Hagyományosan vörös áfonya lekvárral eszik. Akkor a legízletesebb, ha hőtartó tálban viszik ki a piacra, és vásárlás után rögtön elfogyasztják.  Általában úgy szokták felmelegíteni, hogy serpenyőben megsütik.
Mustamakkarát írott források szerint a 16. század óta készítenek. Először üstben, majd tűzhelyen, manapság pedig serpenyőben sütik. Az állat megölése után a vékonybelébe töltenek összekeverve disznóhúst, disznóvért, rizst és fűszereket.  
A mustamakkara árát nem a súlya, hanem hossza vagy részeinek száma alapján határozzák meg. 
Számos, nem tamperei finn számára a mustamakkara furcsa ízű és kinézetű, s közülük csak kevesen fogadják el. A nagyobb termelők közé tartozik a Tapola, Savupojat és a Teivon Liha.